# Эль-Фахура
Эль-Фахура (араб. الفاخورة‎) — деревня на северо-западе Сирии, расположенная на территории мухафазы Латакия. Входит в состав района Эль-Кардаха. Является административным центром одноимённой нахии.

## Географическое положение
Деревня находится в центральой части мухафазы, к западу от горного хребта Ансария, на высоте 295 метров над уровнем моря.

Эль-Фахура расположена на расстоянии приблизительно 13 километров к востоку от города Латакия, административного центра провинции и на расстоянии 217 километров к северо-северо-западу (NNW) от Дамаска, столицы страны.

## Население
По данным официальной переписи 2004 года численность населения деревни составляла 389 человек (194 мужчины и 195 женщин).

## Транспорт
Ближайший гражданский аэропорт — Международный аэропорт имени Басиля Аль-Асада.